# Great Dixter

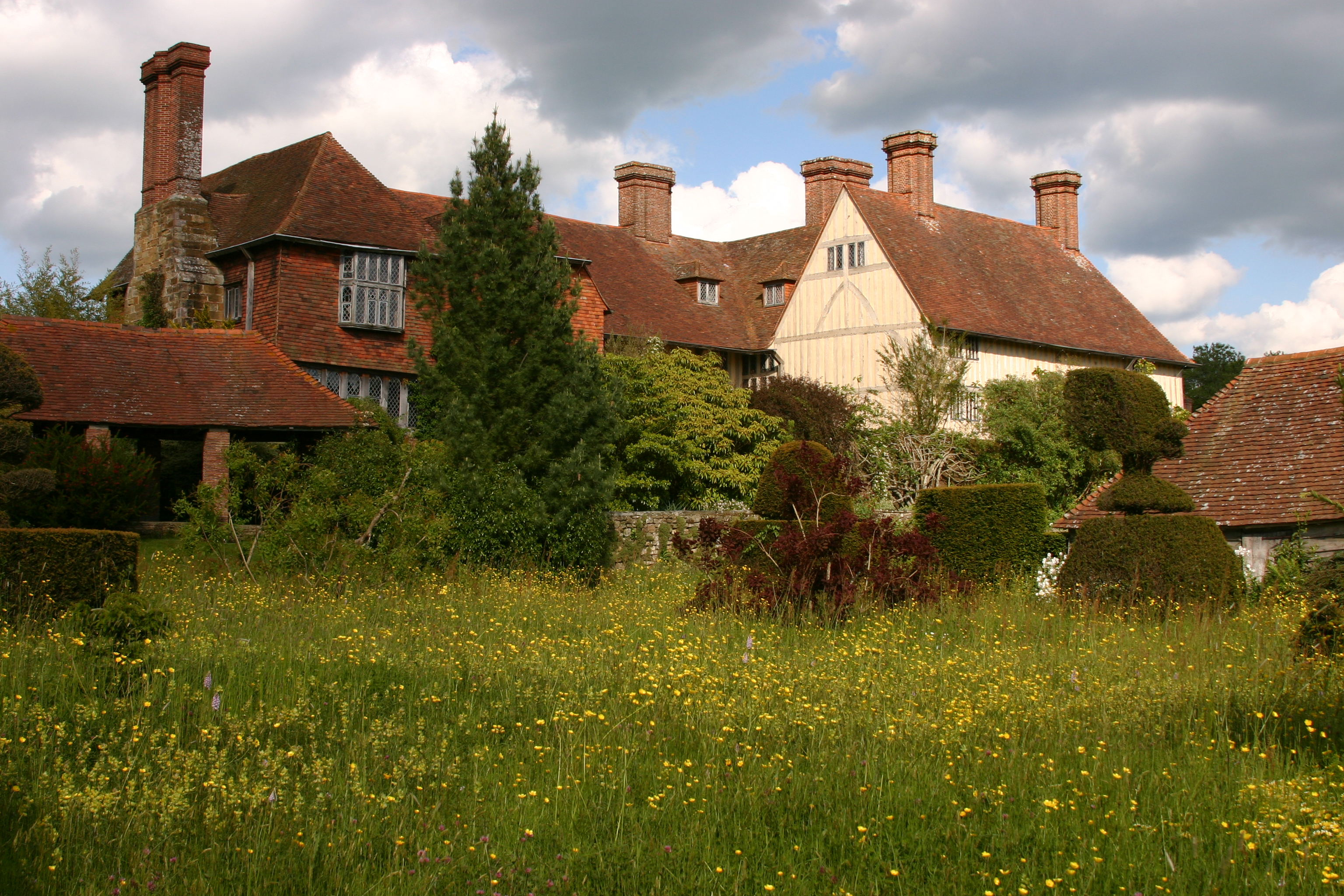
Great Dixter

Great Dixter är ett hus i Northiam i East Sussex i England. Det uppfördes 1910–1912 av arkitekten Edwin Lutyens, som kombinerade ett befintligt hus från mitten av 1500-talet på platsen med en byggnad som flyttats från Benenden i Kent, samt med sina egna tillägg. Trädgården är ett välkänt exempel på utsökt trädgårdshantverk.  

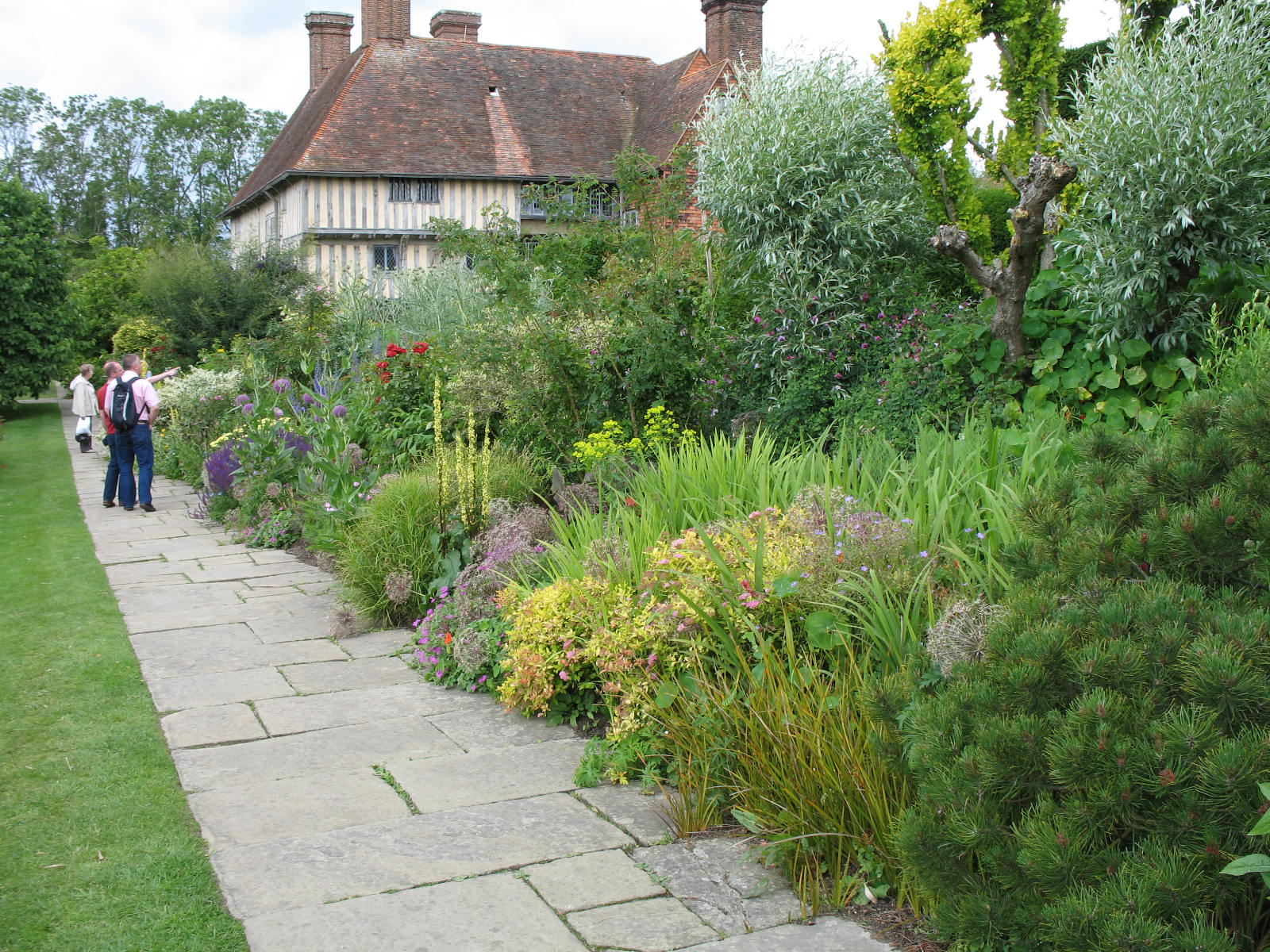
Trädgårdens långa rabatt, Long Border.

Den ursprungliga byggnaden kallades bara Dixter och är från mitten av 1500-talet. Huset förvärvades av en affärsman vid namn Nathaniel Lloyd år 1909, som lät flytta dit ytterligare ett hus från 1500-talet i en liknande stil från Kent. De två byggnaderna kombinerades och tillbyggdes av Lutyens som därmed skapade ett betydligt större hus, som därefter kallats Great Dixter. Det är en romantisk efterbildning av en medeltida herrgård.
Lloyd och Lutyens grundlade trädgården vid Great Dixter, men det var Lloyds son Christopher Lloyd, en välkänd trädgårdsförfattare och TV-personlighet, som gjorde den berömd. Trädgården är i Arts and Crafts-stil och har formklippta buskar, en vidsträckt rabatt, en fruktträdgård och en vild blomsteräng. Planteringarna är rikliga men ändå strukturerade och i trädgården har många djärva experiment med form och färg gjorts. Great Dixter leds för närvarande av Fergus Garrett, som var Lloyds chefsträdgårdsmästare fram till dennes död 2006. 

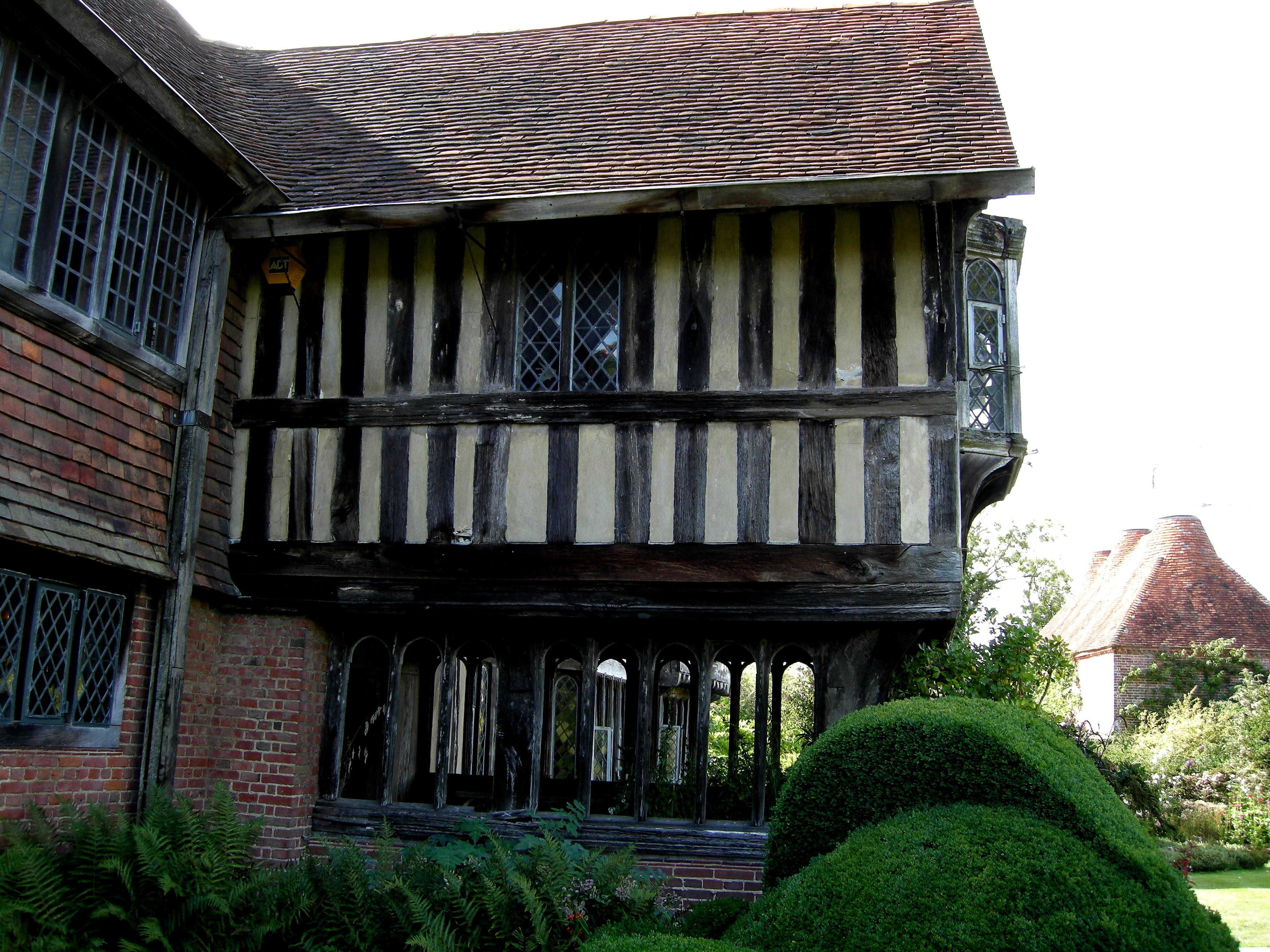
Huvudentrén
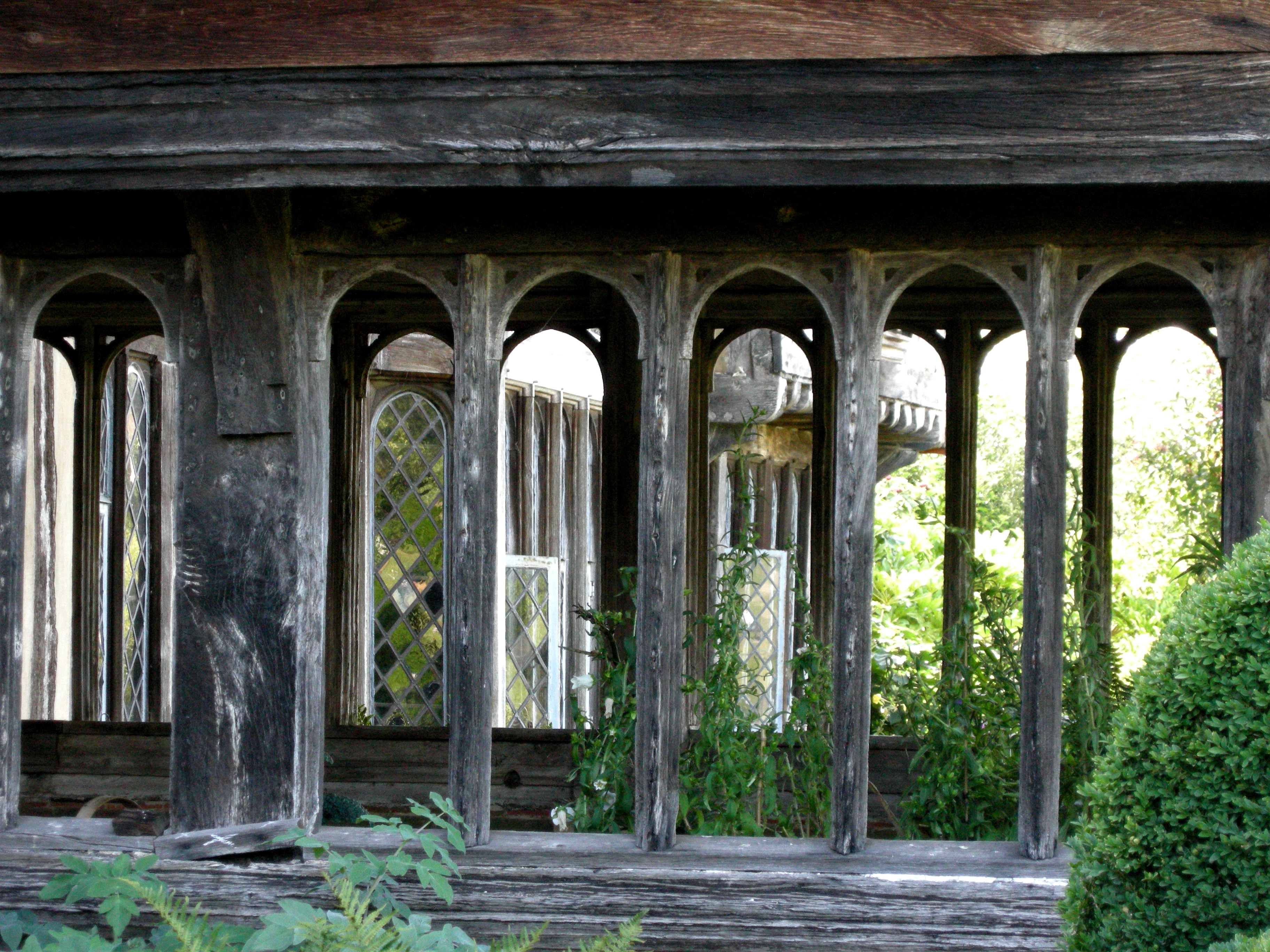
Detalj av huvudentrén
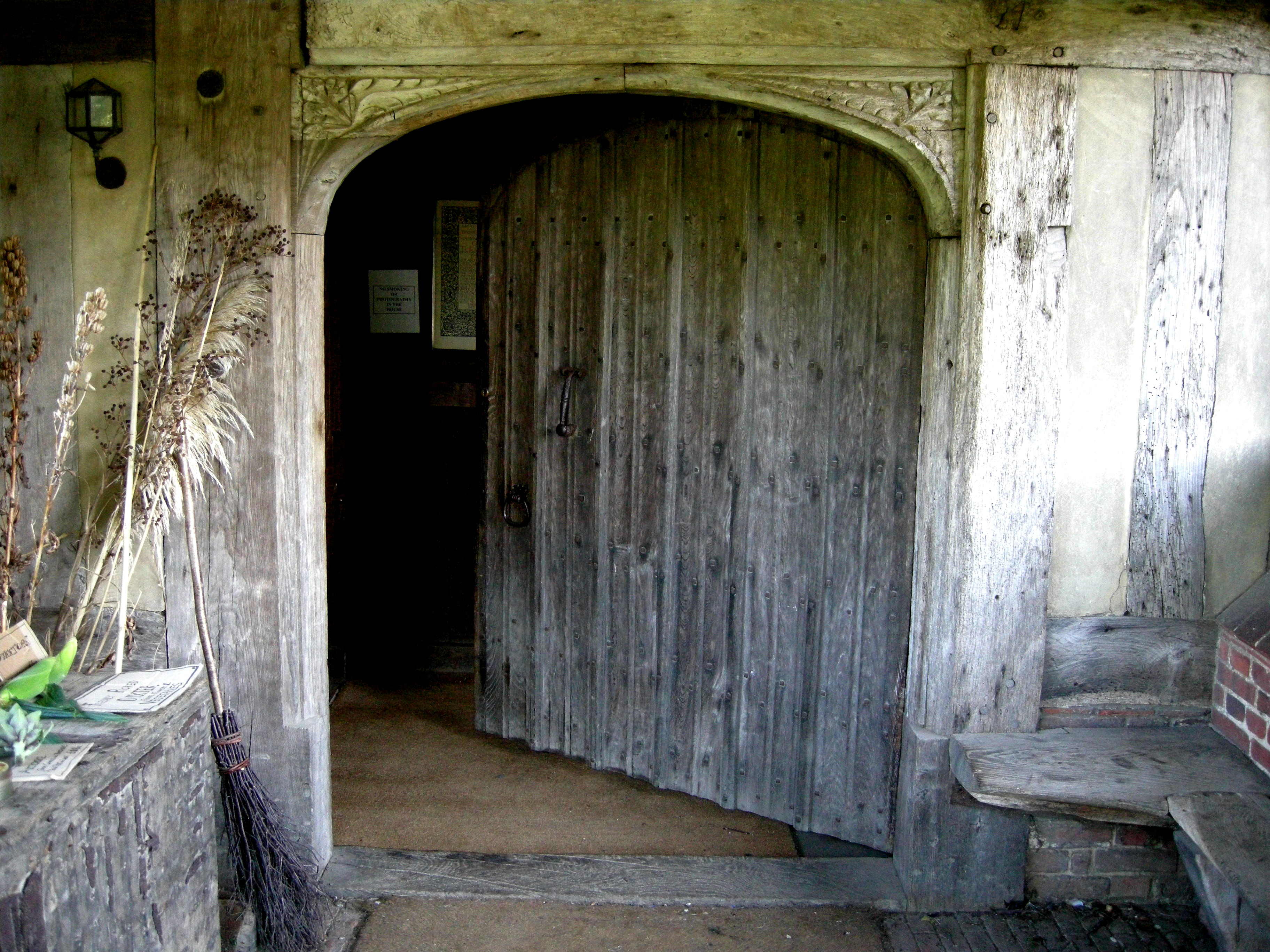
Ytterdörren vid huvudentrén
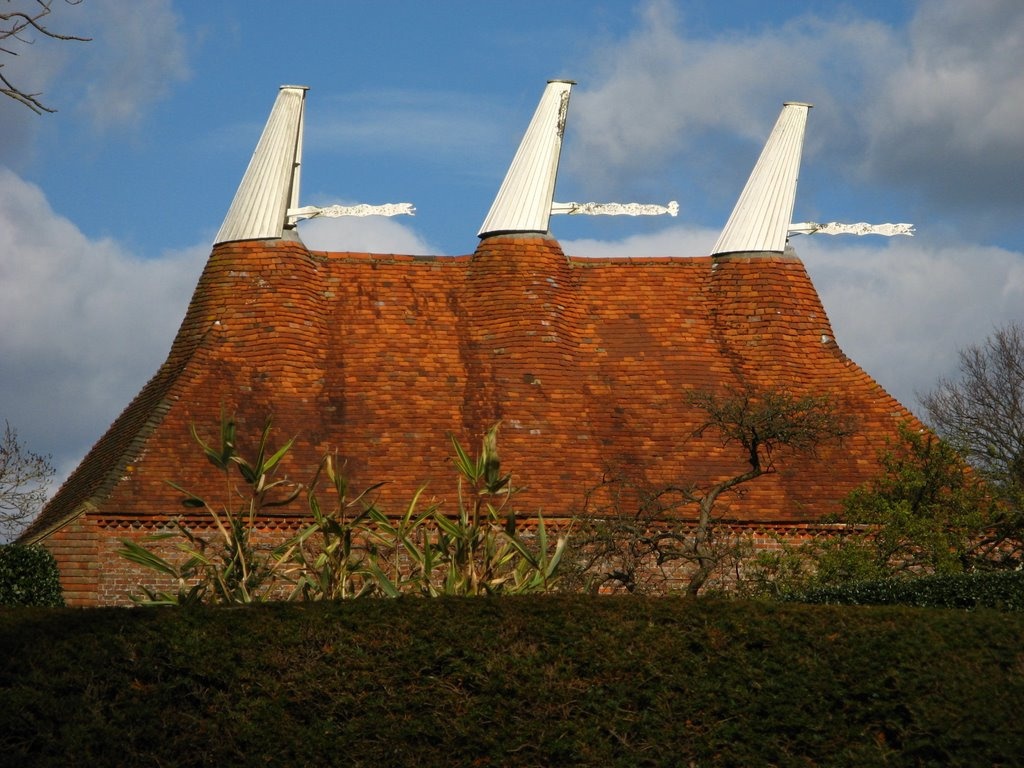
Byggnad för torkning av humle
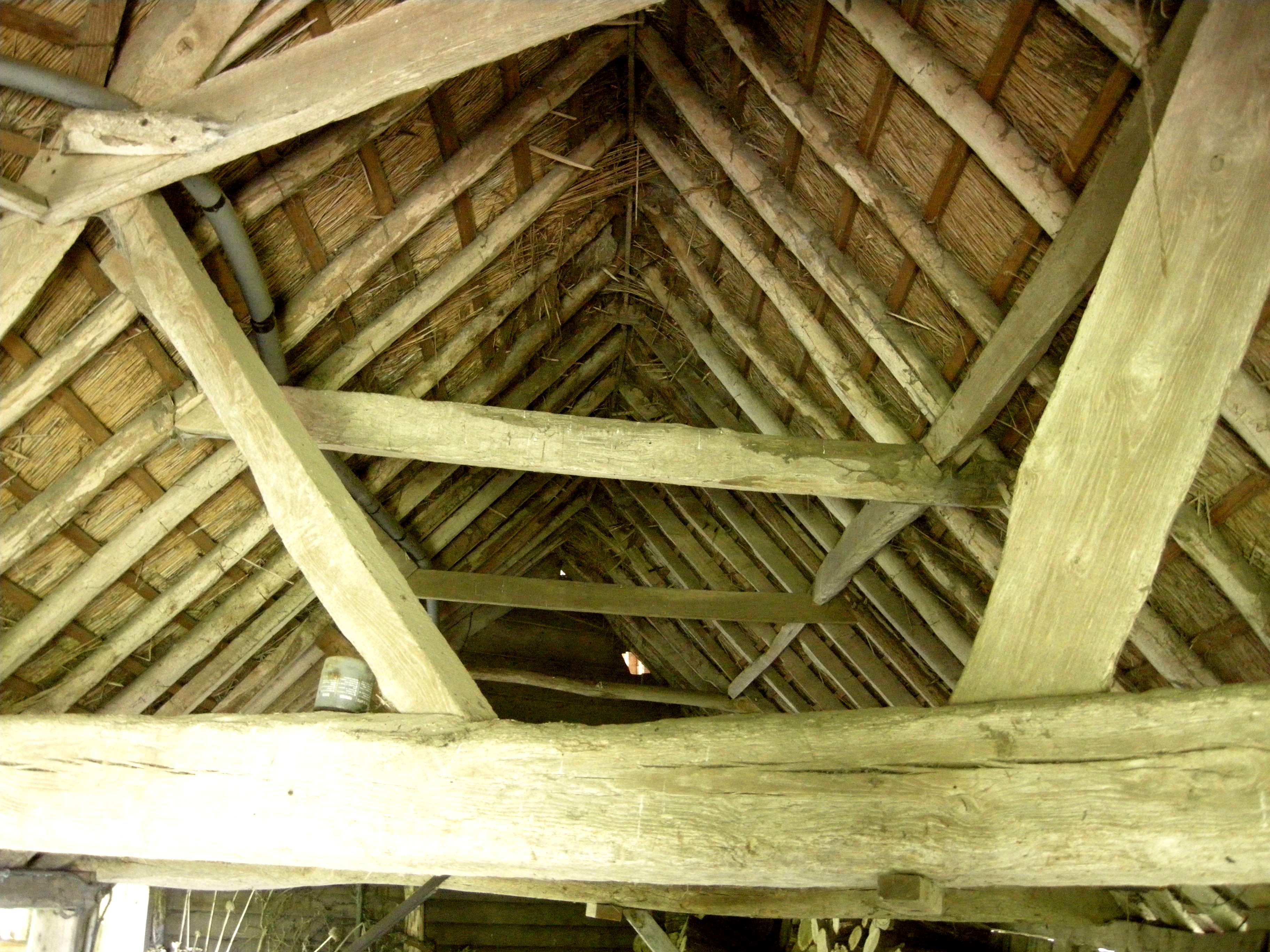
Takbjälkar under halmtaken

## Förvaltning
Huset och trädgården visas för allmänheten från slutet av mars till slutet av oktober varje år, medan handelsträdgården håller öppet året runt. År 2003 skapade Christopher Lloyd en stiftelse för att säkerställa att fastigheten bevarades efter hans död. Stiftelsens huvudsakliga syfte är att bedriva utbildning inom trädgårdsarbete. Ett antal stipendiater utbildas årligen i att sköta en komplicerad och komplex trädgård. Dessutom erbjuds ofta studiedagar, veckolånga symposier, workshops och föreläsningar.